# HMS Sirius (1786)
La HMS Sirius fu una nave della Royal Navy che divenne ammiraglia della Prima Flotta, nome dato al convoglio di navi partite nel 1787 e che trasportava dei deportati dall'Inghilterra al Nuovo Galles del Sud per fondare la prima colonia europea in Australia.

## Storia
La Sirius, del dislocamento di circa 540 tonnellate, venne varata con il nome originario di Berwick, costruita da Watsons di Rotherhithe nel 1780 per essere utilizzata sulle rotte commerciali verso le Indie Orientali. Nell'ottobre 1786 venne distrutta da un incendio e acquistata e ricostruita dalla Royal Navy come vascello di sesta classe e rinominata Sirius.
Nel corso del 1786, allo scopo di alleggerire il sovraffollamento delle carceri inglesi, venne stabilito di creare una nuova colonia nel Nuovo Galles del Sud.
Il 31 agosto del 1786 fu dato ordine all'ammiragliato di preparare ed armare la flotta che avrebbe dovuto trasportare i deportati. Come nave ammiraglia fu scelta la Sirius affiancata da un'altra nave militare il brigantino Supply inoltre vi erano altre nove navi mercantili che completavano la flotta.
Il primo comandante della Sirius fu John Hunter che trasportò Arthur Phillip che era stato nominato governatore della colonia da fondare in Australia ed anche il maggiore Robert Ross comandante dei Marines e responsabile della sorveglianza dei deportati. Sulla nave erano presenti anche due medici: George Bouchier Worgan e Thomas Jamison.
La flotta lasciò il porto di Portsmouth il 13 maggio 1787, facendo rotta inizialmente per le Canarie dove arrivò il 3 giugno, quindi si diresse a Rio de Janeiro dove arrivò il 5 agosto. Dopo essersi fermata per un mese ripartì il 3 settembre arrivando a Città del Capo a metà ottobre per poi salpare per l'ultima tappa del viaggio diretta verso la costa meridionale dell'Australia.
Il 18 gennaio i natanti arrivarono alla baia di Botany Bay, dove avrebbe dovuto essere stabilita la colonia ma, il governatore Phillip, giudicando il luogo poco adatto per fondarla, decise di spostarsi pochi chilometri più a nord nel porto naturale di Port Jackson dove le navi gettarono l'ancora il 26 gennaio.
La Sirius rimase nella colonia fino al 2 ottobre 1788 quando venne inviata alla volta di Città del Capo per rifornirsi di farina e viveri necessari alla sopravvivenza della colonia. Infatti, se razionati, i viveri disponibili al massimo sarebbero bastati ancora per un solo anno.
Per sfruttare i venti, favorevoli in quel periodo, il capitano Hunter scelse la rotta con i venti di ponente a favore che passava per Capo Horn arrivando in sud Africa in soli tre mesi, anziché in cinque che sarebbero stati altrimenti necessari.
Ritornò alla colonia nel maggio 1789 con un carico di 56 tonnellate di farina e sementi destinate all'attività agricola.
Nel 1790 Phillip decise di inviare nelle isole Norfolk un terzo dei deportati e uno dei battaglioni dei Marines per stabilire una colonia.
Vi si recarono le due navi militari: la Sirius e la Supply che avrebbero dovuto sbarcare gli uomini e quindi proseguire a caricare nuove provviste a Canton.
Ma, nel marzo del 1790, la Sirius naufragò sugli scogli e per fortuna tutti gli uomini e i membri dell'equipaggio riuscirono a salvarsi.
Il naufragio ebbe, però, pesanti conseguenze per i coloni a cui rimaneva disponibile solo la piccola Supply per mantenere i contatti tra le due colonie e per procurarsi rifornimenti.
L'equipaggio della Sirius fu bloccato sino al 21 febbraio 1791 quando fu salvato e riportato in Inghilterra, successivamente Hunter tornò nel Nuovo Galles del Sud e fu governatore dal 1795 al 1799.
L'ancora della Sirius venne recuperata dal relitto e si trova ora esposta in Macquarie Place a Sydney.